# Shota Otsuka
Shota Otsuka (født 15. maj 1987) er en tidligere japansk fodboldspiller.
Han har spillet for flere forskellige klubber i sin karriere, herunder Mito HollyHock.